# نوروز، ازبکستان
نوروز (به ازبکی: Navruz) یک منطقهٔ مسکونی در ولایت سیردریا در ازبکستان است و مرکز ناحیهٔ میرزاآباد به شمار می‌رود. نوروز ۲٬۱۶۶ نفر جمعیت دارد.